# Daniel Moerman
Daniel E. Moerman (Paterson, 21 juli 1941) is een Amerikaanse antropoloog en etnobotanicus. In 1963 behaalde hij zijn B.A. in de antropologie aan de University of Michigan. In 1965 behaalde hij zijn M.A. aan deze universiteit. In 1974 behaalde hij hier een Ph.D.
In 1965 was Moerman als stafarcheoloog verbonden aan het Smithsonian Institution. Tussen 1967 en 1970 was hij instructor ('docent') in de antropologie aan Antioch College in Yellow Springs (Ohio). In 1971 en 1972 was hij teaching associate aan de University of South Carolina Beaufort. In 1973 en 1974 was hij instructor in de antropologie aan de University of Michigan-Dearborn. Tussen 1974 en 1979 was hij aan dezelfde universiteit assistant professor in de antropologie. Tussen 1979 en 1984 was hij hier associate professor in de antropologie. In 1984 werd hij hier gepromoveerde tot professor (hoogleraar). Vanaf 1994 droeg hij de titel 'William E. Stirton Professor of Anthropology'. 
Moerman is gespecialiseerd in medische antropologie, etnobotanie met betrekking tot de oorspronkelijke bewoners van Noord-Amerika (Indianen), symbolische healing en symbolische antropologie. Hij is lid van organisaties als de American Anthropological Association (fellow), de Society for Economic Botany, de National Association of Student Anthropologists, de Society for Medical Anthropology, de Federation of Small Anthropology Programs en de International Society for Ethnopharmacology (voorzitter tussen 2006 en 2008). Hij is adviseur van de American Botanical Council. 
Moerman is de (mede)auteur van boeken, hoofdstukken in boeken en artikelen in peer reviewed tijdschriften. Geraniums for the Iroquois: A Field Guide to American Indian Medicinal Plants verscheen in 1981. In 1986 verscheen zijn Medicinal Plants of Native America in twee volumes bij het University of Michigan Museum. Samen met Lola Romanucci-Ross en Laurence R. Tancredi vormde hij de redactie van de derde editie van The Anthropology of Medicine, die in 1997 bij de Greenwood Publishing Group verscheen. In 1998 verscheen bij Timber Press van Moermans hand Native American Ethnobotany. Voor dit boek kreeg hij in 2000 de dat jaar ingestelde Annual Literature Award van de Council on Botanical and Horticultural Libraries. In 2002 verscheen van zijn hand Meaning, Medicine and the 'Placebo Effect'  (Cambridge Studies in Medical Anthropology) bij Cambridge University Press. In 2009 wordt zijn boek Native American Medicinal Plants: An Ethnobotanical Dictionary verwacht. 
Tussen 2005 en 2008 was Moerman de hoofdredacteur van Economic Botany, het wetenschappelijk tijdschrift van de Society for Economic Botany. Vanaf 1997 zit hij in de redactie van Journal of Ethnopharmacology, het wetenschappelijk tijdschrift van de International Society for Ethnopharmacology.